# Leptopetalum foetidum
Leptopetalum foetidum är en måreväxtart som först beskrevs av Johann Georg Adam Forster, och fick sitt nu gällande namn av Ined.. Leptopetalum foetidum ingår i släktet Leptopetalum och familjen måreväxter. Inga underarter finns listade i Catalogue of Life.